# بدي شوف (فلم)
بدي شوف فيلم لبناني من إخراج وتأليف خليل جريج وجوانا حاجي توما. تدور القصة حول فرنسية تزور لبنان في صيف 2006 أثناء حرب لبنان 2006 و تلتلقي بربيع فيقومان برحلة للبحث عن جدة مروة .

## روابط خارجية
- مقالات تستعمل روابط فنية بلا صلة مع ويكي بيانات